# Варлам Шаламов
Варлам Тихонович Шаламов (рус. Варлам Тихонович Шаламов; Вологда, 18. јун 1907 — Москва, 17. јануар 1982) био је руски прозаичар и песник.

## Биографија
Шаламов је рођен 18. јуна 1907. године у Вологди у породици свештеника Тихона Николајевича Шаламова. Мајка Надежда Александровна била је домаћица. Године 1914. ишао је у гимназију, завршио је средњу школу након револуције. Године 1924, након завршене средње школе у Вологди, дошао је у Москву, радио је две године као кожар. Од 1926. до 1928. студирао је на Московском државном универзитету, онда је избачен због скривања порекла (навео је да је његов отац - инвалид, без навођења да је свештеник).
У аутобиографском роману о детињству и младости „Четврта Вологда” Шаламов је навео како су се развијала његова уверења, како је ојачана његова жеља за правдом и одлучност да се бори за њу.
Провео је у затвору више од 17 година. Први пут су га ухапсили 1929. године за учешће у илегалној троцкистичкој групи. Осуђен је на три године у логору. Други пут су га осудили на пет година.
Казну је служио у Колими, радећи у рудницима, и неколико пута је завршавао у болници због тешких услова. Десетогодишњу казну Шаламов је добио 1943. године за „антисовјетску пропаганду”. Оно што је писац видео и преживео у логорима нашло се у збирци Приче са Колиме.
Последње три године свог живота провео је у дому за стара лица у Тушину. Шаламов је умро 17. јануара 1982. године и сахрањен је на гробљу Кунцево у Москви.